# Crețești
Crețești is een Roemeense gemeente in het district Vaslui.
Crețești telt 1842 inwoners.